# 皮托拉
皮托拉（Pithora），是印度恰蒂斯加尔邦Mahasamund县的一个城镇。总人口7929（2001年）。

## 人口
该地2001年总人口7929人，其中男性4004人，女性3925人；0—6岁人口1145人，其中男606人，女539人；识字率67.70%，其中男性为75.32%，女性为59.92%。